# 巨輪路
巨輪路（Julun Rd.）為高雄市岡山區的東西向主要道路，起端銜接河華路，末端銜接柳橋西路二段。本道路是岡山籃籗會主要場地。

## 行經行政區域
- 岡山區

## 沿線設施
（由東至西）
- 空軍航空技術學院巨輪校區
- 中華郵政高雄空軍官校郵局

## 相關連結
- 高雄市主要道路列表